# Podlipovica
Podlipovica este o localitate din comuna Zagorje ob Savi, Slovenia, cu o populație de 481 de locuitori.